# ريكاردو صموئيل غولدستاين
ريكاردو صموئيل غولدستاين هو شخصية أعمال برازيلي، ولد في 10 مايو 1966 في ريو دي جانيرو في البرازيل.